# Années 840 av. J.-C.
Les années 840 av. J.-C. couvrent les années de 849 av. J.-C. à 840 av. J.-C.

## Événements

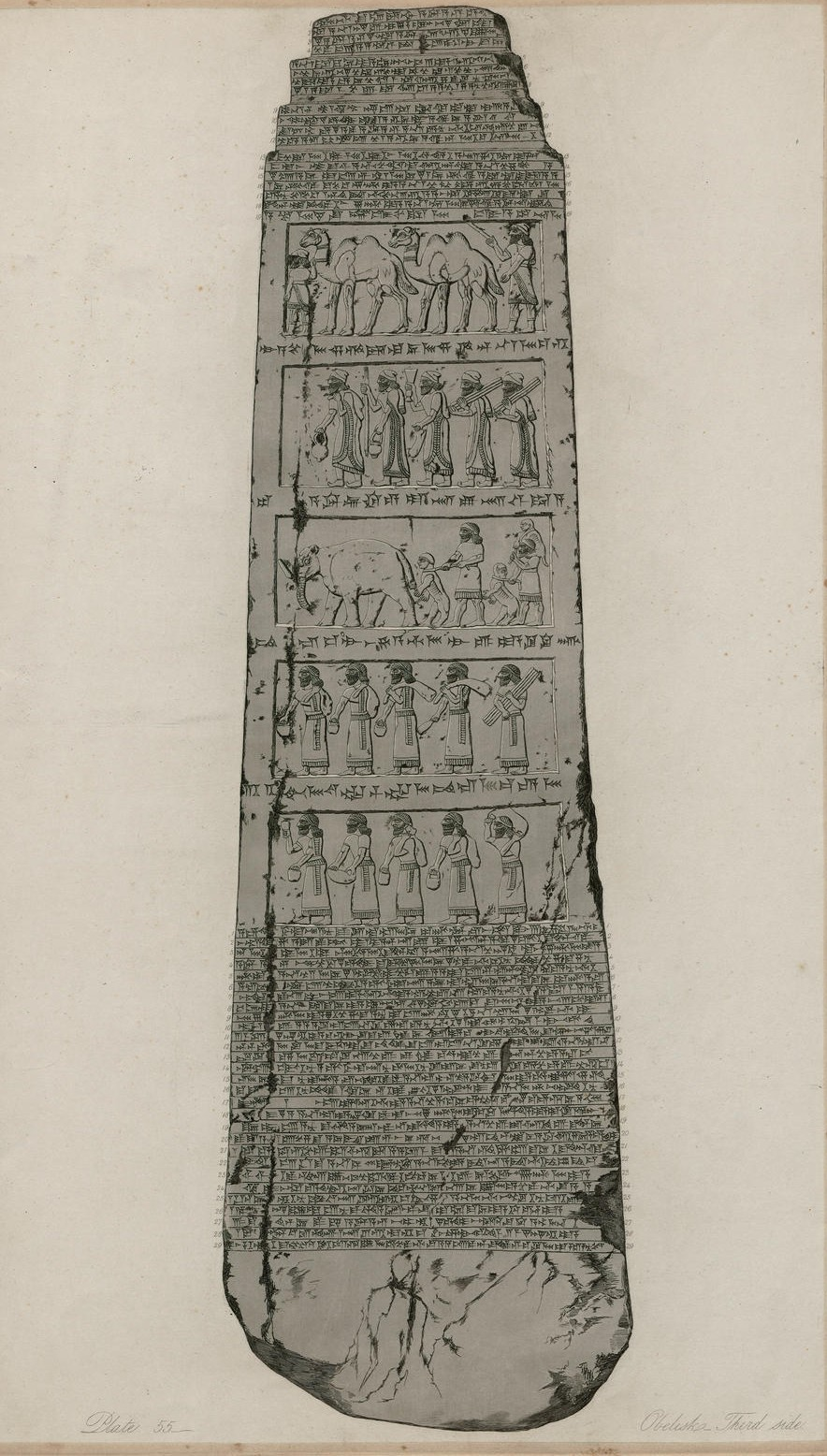
Obélisque noir de Kalah (Nimrud) érigé par Salmanazar III. Il représente la soumission de Jéhu au souverain assyrien, seule image existante d’un ancien roi israélite.

- 850-825 av. J.-C.[1] (ou 847-823[2]) : règne en Égypte du pharaon Takélot II. À la mort d’Osorkon II, un difficile problème de succession entraîne une dispute des héritiers détenteurs des « apanages » de Thèbes et d’Héracléopolis. On entre dans la période dite de « l’anarchie libyenne » où le pouvoir éclate entre branche aînée et cadette de la XXIIe dynastie, une XXIIIe dynastie concurrente et diverses chefferies militaires autonomes[3].

- 849, 848 et 845 av. J.-C. : campagnes de Salmanazar III en Syrie ; il  se heurte à la résistance de coalitions dirigées par Adad-Idri[4].
- Vers 848-830 av. J.-C. : règne de Baal-Ezer II, roi de Tyr[5].

- 848-841 av. J.-C. : règne de Joram, roi de Juda[1]. Pendant son règne, la coalition entre Israël, Juda, Moab et Édom réalisée par les Omrides vole en éclats. Les Édomites et Libnah se révoltent et prennent leur indépendance vis-à-vis de Jérusalem[6]. La Philistie et les Arabes lancent des raids contre Juda[7].

- 848 av. J.-C. : échec de Salmanazar III devant Damas[4].

- 841 av. J.-C. :
  - face à son impopularité, la population chinoise se soulève contre Zhou Liwang qui doit s'exiler. Régence de Gonghe de  841 à 827 av. J.-C.[8].

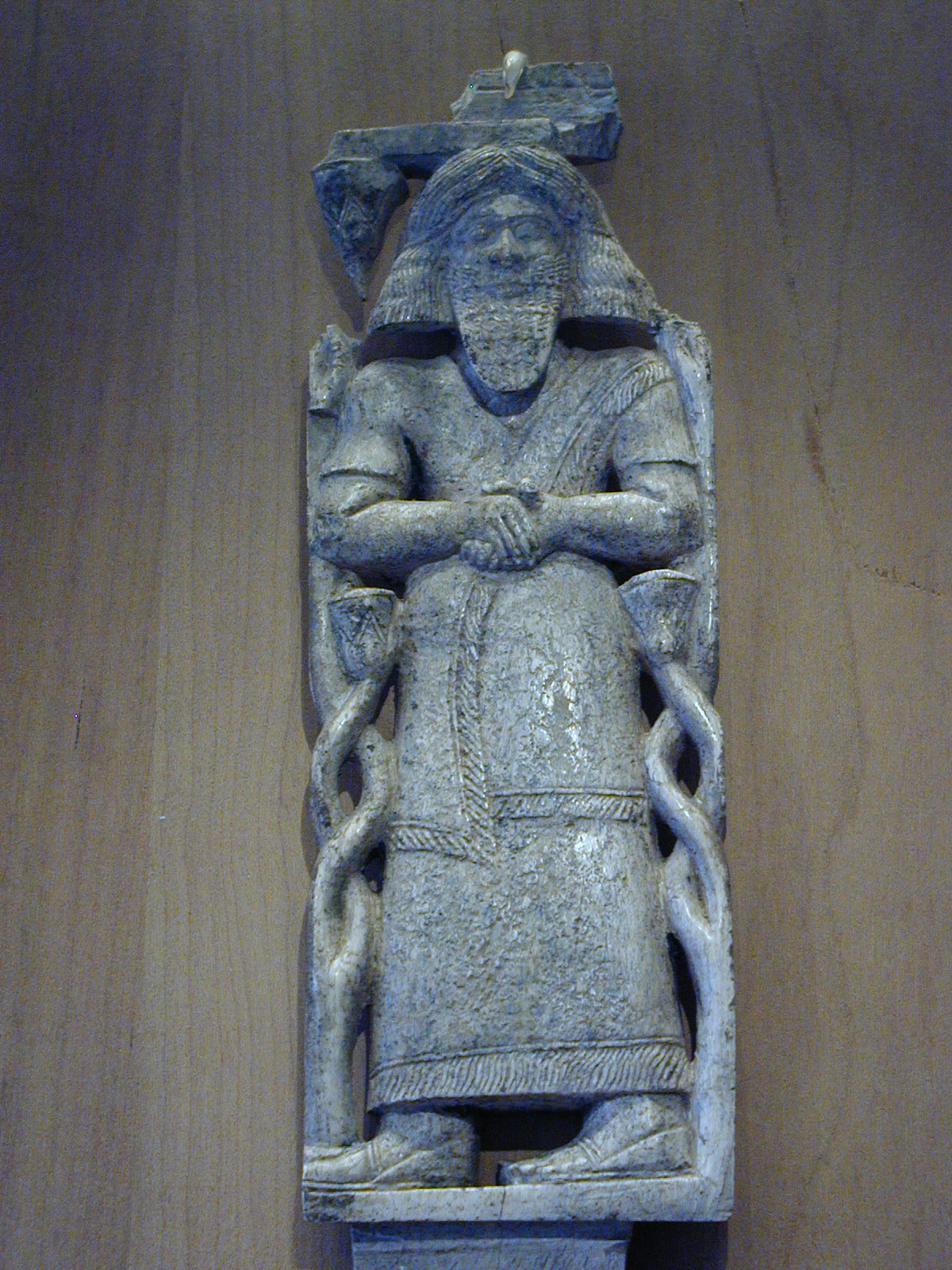
Ivoire représentant peut-être Hazaël de Damas

- - Adad-Idri de Damas est assassiné et remplacé par l’usurpateur Hazaël. Salmanazar III d'Assyrie profite de la situation pour attaquer la ville. Hazaél, vaincu au mont Sanir (Hermon), s’enferme dans la capitale et Salmanazar ne peut que piller la région. Il prend la route de la côte et sur le mont Carmel reçoit le tribut de Tyr, de Sidon et de Jéhu, d’Israël[1],[9].
- 841-806 av. J.-C. : règne d'Hazaël, roi de Damas[1].

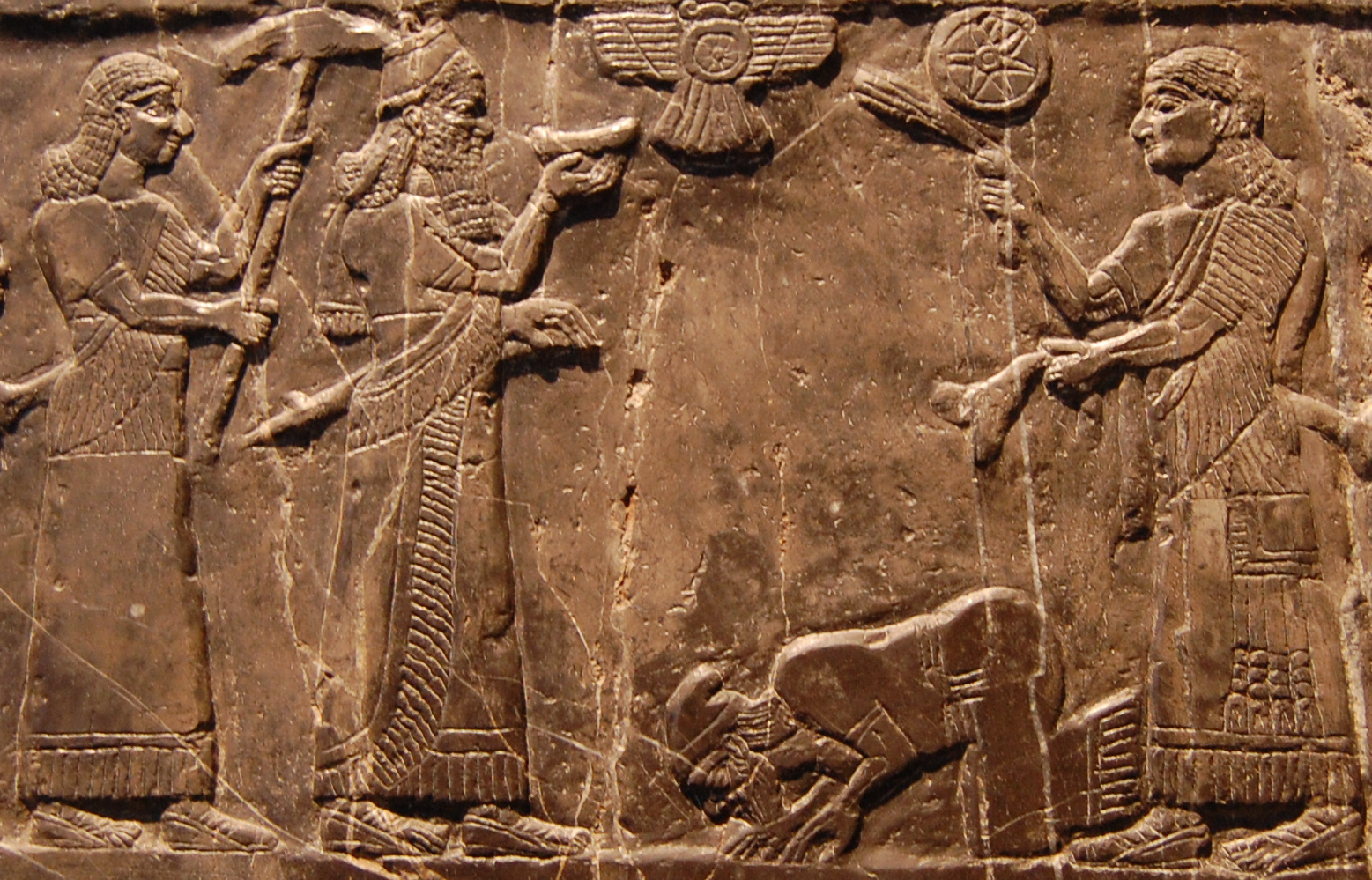
Jéhu, roi d’Israël, verse un tribut au roi Salmanazar III. Obélisque noir.

- 841-814 av. J.-C.. : règne de Jéhu, roi d’Israël[1]. Jéhu, général de Joram oint par le prophète Élisée, prend le pouvoir en Israël après avoir exécuté les rois d’Israël et de Juda, ainsi que Jézabel et la famille royale. Le temple païen est détruit, les prêtres et les adorateurs de Baal sont exterminés. Le coup d’État de Jéhu, qui s’appuie sur les milieux traditionalistes (Elisée et Jonadab) provoque une rupture dans le processus de modernisation d’Israël voulu par la dynastie d’Omri[10].

- 841-825 av. J.-C.. : règne de Achazyahu (Ochozias), roi de Juda, et régence de sa mère Athalie, fille d’Achab, roi d’Israël, et de Jézabel  (841-835 av. J.-C.) ; veuve de Joram, roi de Juda, elle fait massacrer les descendants royaux à la mort de son fils Ochozias, et prend le pouvoir pour empêcher l’extension de la révolution religieuse et nationaliste au royaume de Juda. Elle continue la politique de Josaphat et d’Achab : alliance avec la Phénicie et ouverture aux cultes étrangers (Baal)[10].